# Manaen
Manaen, dottore e profeta, era uno dei massimi esponenti della primitiva comunità cristiana di Antiochia, fratello di latte di Erode Antipa.
Il suo nome è citato negli Atti degli Apostoli:
Il suo culto come santo in Occidente è attestato per la prima volta dalla sua menzione nei martirologi di Adone e Usuardo.
Il suo elogio si legge nel martirologio romano al 24 maggio.